# Mauro Goicoechea
Mauro Daniel Goicoechea Furia, noto semplicemente come Mauro Goicoechea (Montevideo, 27 marzo 1988), è un calciatore uruguaiano con passaporto spagnolo, portiere del Danubio.

## Carriera

### Danubio
Di origini basche, è calcisticamente cresciuto nel settore giovanile del Danubio, debuttando in prima squadra il 23 gennaio 2010, nella sconfitta per 4-5 contro il Tacuarembó; nelle due stagioni successive è il portiere titolare del club uruguaiano.

### Roma
Il 31 agosto 2012 si trasferisce alla Roma con la formula del prestito con diritto di riscatto. Fa il suo esordio con la nuova maglia il 31 ottobre seguente, nella partita persa per 2-3 sul campo del Parma, subentrando al termine del primo tempo all'infortunato Maarten Stekelenburg; dopo questa partita diventa il portiere titolare dei giallorossi, rimpiazzando proprio Stekelenburg. Il 1º febbraio 2013 realizza un clamoroso autogol nella partita persa per 2-4 contro il Cagliari all'Olimpico; dopo questo sfortunato episodio perde il posto da titolare, che ritorna a Stekelenburg. Al termine della stagione, la Roma decide di non esercitare il diritto di riscatto.

### Oțelul Galați
Nella stagione 2013-2014 gioca in prestito nei rumeni dell'Oțelul Galați. Difende la porta per 15 volte, subendo appena 17 reti. Chiude la stagione con un decimo posto e una salvezza tranquilla.

### Arouca
Il 1º luglio 2014 viene acquistato dai portoghesi dell'Arouca per circa un milione di euro. Disputa tutto il campionato da titolare, con ben 33 presenze. A fine stagione ottiene la permanenza nella massima serie chiudendo 16º, al terzultimo posto.

### Tolosa
Il 14 luglio 2015 viene acquistato dai francesi del Tolosa per circa due milioni di euro. Esordisce in Ligue 1, alla prima di campionato, nell'agosto successivo nella vittoria casalinga contro il Saint-Etienne.

### Boston River, ritorno al Danubio
Il 1º luglio 2022 torna in patria dopo dieci anni per accasarsi al Boston River.
Il 2 gennaio 2023, dopo un anno senza mai scendere in campo con il Boston River, viene acquistato a titolo gratuito dal Danubio, la squadra che lo aveva cresciuto calcisticamente.

## Statistiche

### Presenze e reti nei club
Statistiche aggiornate al 5 gennaio 2022.
| Stagione        | Squadra         | Campionato      | Campionato | Campionato | Coppa nazionale | Coppa nazionale | Coppa nazionale | Coppe continentali | Coppe continentali | Coppe continentali | Altre coppe | Altre coppe | Altre coppe | Totale | Totale |
| Stagione        | Squadra         | Comp            | Pres       | Reti       | Comp            | Pres            | Reti            | Comp               | Pres               | Reti               | Comp        | Pres        | Reti        | Pres   | Reti   |
| --------------- | --------------- | --------------- | ---------- | ---------- | --------------- | --------------- | --------------- | ------------------ | ------------------ | ------------------ | ----------- | ----------- | ----------- | ------ | ------ |
| 2009-2010       | Danubio         | PD              | 17         | -24        | -               | -               | -               | -                  | -                  | -                  | -           | -           | -           | 17     | -24    |
| 2010-2011       | Danubio         | PD              | 30         | -42        | -               | -               | -               | -                  | -                  | -                  | -           | -           | -           | 30     | -42    |
| 2011-2012       | Danubio         | PD              | 30         | -26        | -               | -               | -               | CS                 | 2                  | -2                 | -           | -           | -           | 32     | -28    |
| Totale Danubio  | Totale Danubio  | Totale Danubio  | 77         | -92        |                 | 0               | -0              |                    | 2                  | -2                 |             | 0           | -0          | 79     | -94    |
| 2012-2013       | Roma            | A               | 15         | -24        | CI              | 1               | -0              | -                  | -                  | -                  | -           | -           | -           | 16     | -24    |
| gen.-giu. 2014  | Oțelul Galați   | L1              | 15         | -17        | CR              | 0               | 0               | -                  | -                  | -                  | -           | -           | -           | 15     | -17    |
| 2014-2015       | Arouca          | PL              | 33         | -48        | CP+CdL          | 1+2             | -1-1            | -                  | -                  | -                  | -           | -           | -           | 36     | -50    |
| 2015-2016       | Tolosa          | L1              | 9          | -13        | CF+CdL          | 2+1             | -1-2            | -                  | -                  | -                  | -           | -           | -           | 12     | -16    |
| 2016-2017       | Tolosa          | L1              | 2          | 0          | CF+CdL          | 0+1             | -0-1            | -                  | -                  | -                  | -           | -           | -           | 3      | -1     |
| 2017-2018       | Tolosa          | L1              | 0          | 0          | CF+CdL          | 1+0             | -2-0            | -                  | -                  | -                  | -           | -           | -           | 1      | -2     |
| 2018-2019       | Tolosa          | L1              | 8          | -12        | CF+CdL          | 2+1             | -6-1            | -                  | -                  | -                  | -           | -           | -           | 11     | -19    |
| 2019-2020       | Tolosa          | L1              | 2          | -5         | CF+CdL          | 1+2             | -1-5            | -                  | -                  | -                  | -           | -           | -           | 3      | -6     |
| 2020-2021       | Tolosa          | L2              | 0          | 0          | CF              | 1               | -0              | -                  | -                  | -                  | -           | -           | -           | 1      | -0     |
| 2021-2022       | Tolosa          | L2              | 0          | 0          | CF              | 0               | -0              | -                  | -                  | -                  | -           | -           | -           | 0      | -'     |
| Totale Tolosa   | Totale Tolosa   | Totale Tolosa   | 21         | -30        |                 | 12              | -19             |                    | 0                  | -0                 |             | 0           | -0          | 33     | -49    |
| 2022-           | Boston River    | PD              | 0          | -0         | -               | -               | -               | -                  | -                  | -                  | -           | -           | -           | 0      | -0     |
| Totale carriera | Totale carriera | Totale carriera | 161        | -211       |                 | 16              | -21             |                    | 2                  | -2                 |             | 0           | -0          | 179    | -253   |